# Moores lag

Plot över antalet transistorer i en mikroprocessor från år 1971 till år 2011.

Moores lag (på engelska: Moore's law), uppkallad efter en av Intels grundare Gordon E. Moore, betecknar det fenomen att antalet transistorer som får plats på ett chip växer exponentiellt. Takten som gäller sedan många år tillbaka ger en fördubbling var 24:e månad. Ofta citeras Moores lag som att det vore var 18:e månad, men det är enligt Moore inte korrekt. Moores lag har visat sig korrekt ända sedan 1965 då den formulerades, dock med en och annan justering av fördubblingstiden.
På 80-talet tolkades lagen som fördubblingen av antalet transistorer per chip, men det har kommit att ändrats med tiden. I början av 90-talet menades mer fördubblingen av mikroprocessorkraften och senare under decenniet fördubblingen av beräkningskraft per fix kostnad.
Moore beskrev först lagen som en fördubbling efter endast ett år, vilket han sen reviderade till två år. Han menade aldrig själv att det skulle vara efter 18 månader. Det är något som kommit till i efterhand då det visade sig ligga närmare verkligheten. Det var heller inte Moore själv som kom på idén, utan den var känd sedan tidigare av dem som arbetade inom området. Det tog också ungefär ett decennium innan lagen fick sitt namn ”Moores lag”.
Moores lag har haft stor betydelse för datorindustrin som i mångt och mycket lever på att föregående års modeller måste bytas ut när datorns CPU blivit föråldrad enligt Moores lag. Lagen kommer också till användning när man utvecklar exempelvis spel, och behöver veta hur kraftiga datormaskinerna som finns på marknaden är när spelet släpps.
Moores lag är enbart applicerbar för halvledare. En utökning av Moores lag som innefattar all informationsteknisk utveckling föreslogs 2001 av Ray Kurzweil. Denna lag är känd som the law of accelerating returns.
Under 2016 konstaterade transistorbranschen att man inom en period av fem år kommer tvingas frångå Moores lag.

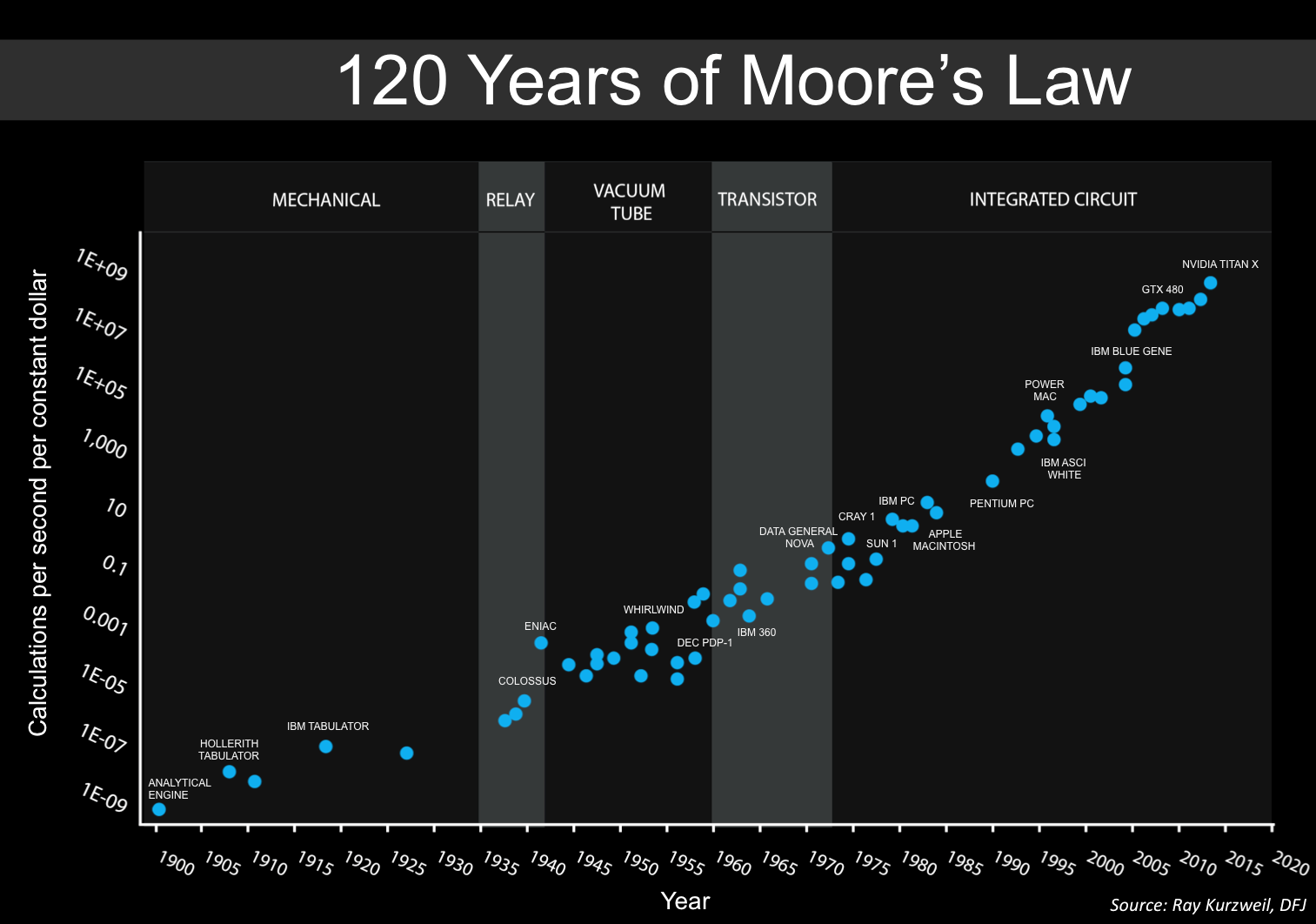
En uppdaterad version av Moores lag under en period av 120 år (baserat på Kurzweils graf). De 7 senaste datapunkterna är alla NVIDIA GPUs.